# Anepesa
Anepesa − wieś w Estonii, w prowincji Sarema, w gminie Lääne-Saare.